# Altes Brauhaus (Weißenfels)

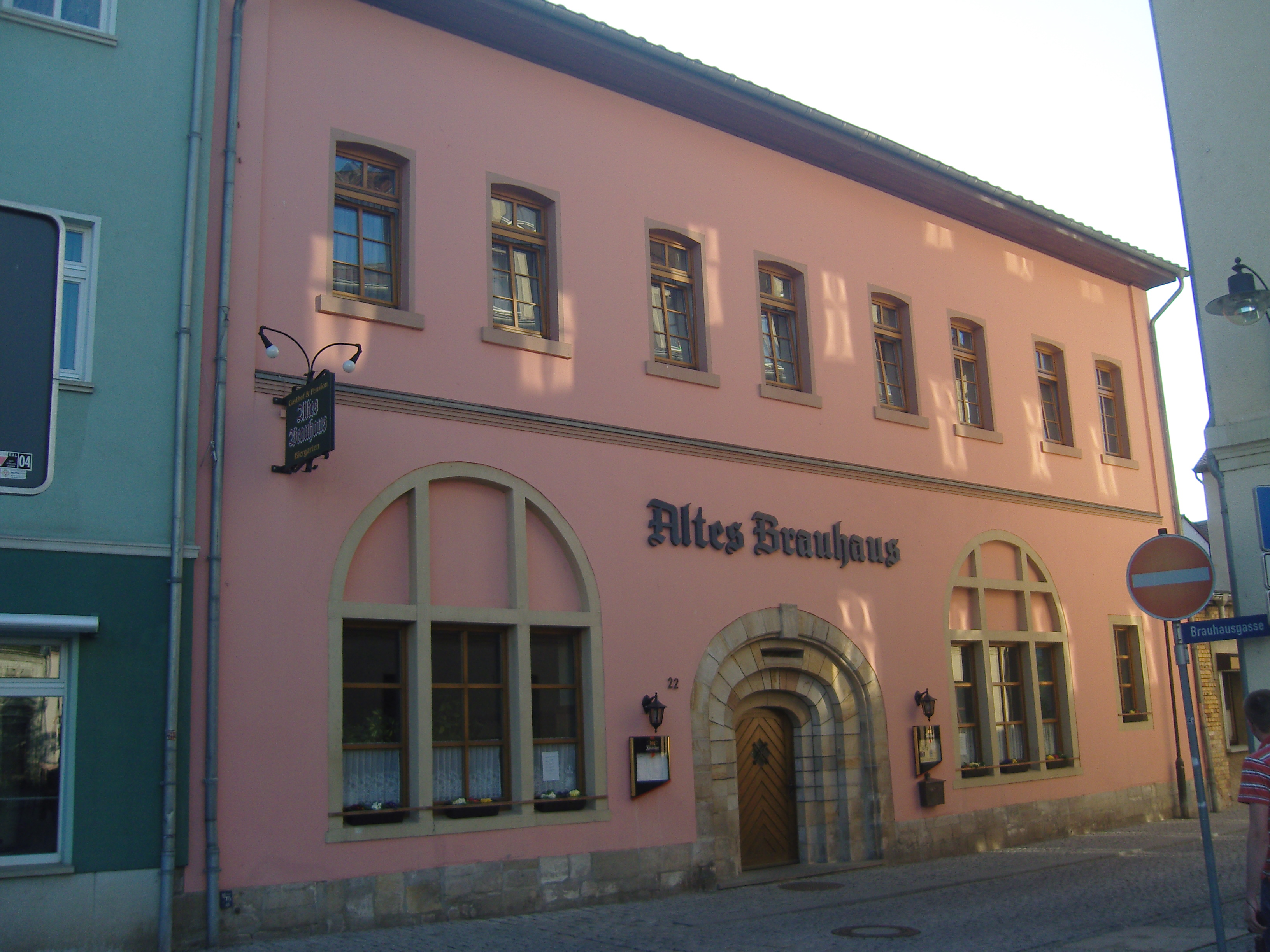
Altes Brauhaus

Die Gaststätte Altes Brauhaus ist ein denkmalgeschütztes Gebäude in der Stadt Weißenfels in Sachsen-Anhalt. Im örtlichen Denkmalverzeichnis ist das Gebäude unter der Erfassungsnummer 094 15374 als Baudenkmal verzeichnet.

## Allgemeines
Bei dem Gebäude mit der Adresse Fischgasse 22 in Weißenfels handelt es sich um eine Gaststätte.

## Geschichte des Gebäudes
Es wird vermutet, dass das Gebäude einst im barocken Baustil errichtet wurde. Erst 1920 wurde es zu einer Gaststätte umgebaut. Dabei erhielt es seine heutige Gestaltung des Untergeschosses. Die Fenster und das Portal lassen sich keiner bestimmten Epoche zurechnen. Im Gebäude befindet sich ein Ölgemälde aus dem Jahr 1898, welches das Innere der 1969 abgerissenen Gaststätte des Nachbargebäudes zeigt.

## Geschichte der Gaststätte
Im 1969 abgerissenen Nachbargebäude befand sich schon vor 1920 eine Gaststätte, die Wirtsstube des Brauhauses. Der erste Name dieser Gaststätte war Zum Spucknapf und später Zum blanken Knopf (auch Geputzter Knopp genannt). Erst nach dem Umbau des Gebäudes im Jahr 1920 zog die Gaststätte in das heutige Gebäude ein.